# Fortaleza de Modinaje
Modinahe (en georgiano: მოდინახე) es una fortaleza georgiana fuertemente arruinada en la montaña sobre la ciudad de Sachkhere en Imereti, Georgia. 

## Historia
La fecha exacta de su construcción es desconocida. Durante mucho tiempo la fortaleza de Modinahe sirvió como residencia a los príncipes de Tsereteli, hasta que fue capturada por el ejército ruso en 1810. Después de eso fue abandonada, y en 1991 fue dañada gravemente por un terremoto, en la actualidad se pueden ver grandes escombros de las paredes en la parte baja de la montaña. La fortaleza es interesante como plataforma de observación y como lugar histórico. 
Su nombre "Modi-nakhe", que significa literalmente "ir y ver", corresponde plenamente a la posición inexpugnable del castillo, permitiendo que el enemigo realmente se levante y lo mire (Ibn Arabshah mencionó una cierta fortaleza en Georgia, que se llama "Ven, mira, vuelve").